# 反皇室闘争
反皇室闘争（はんこうしつとうそう）とは、極左暴力集団による政治闘争の一つ。
『警察学論集』（警察大学校編　1989年5月号）では、反皇室闘争を「革命運動の一環として皇室の存在を否定し、暴力的な手段でその廃絶を企図する各種の活動」と定義付けている。
本項では、皇室を標的とした非合法活動について解説する。

## 沿革

### 1970年代
1957年以降、極左暴力集団が台頭してきたが、極左が公然と反皇室闘争を掲げるようになったのは1960年代後半になってからである。
例えば中核派は、機関紙「前進」で「自党派こそが天皇制と闘ってきた革命党」と自負し、その淵源を1967年より始まった建国記念の日反対闘争としている。
1970年代に入ると更に過激化し、第1次坂下門乱入事件や第2次坂下門乱入事件など皇室関連施設を狙ったテロ事件が発生し、遂には皇太子夫妻に危害を加えようとしたひめゆりの塔事件や昭和天皇暗殺を企図した東アジア反日武装戦線の虹作戦まで起こるに至った。
反皇室闘争は、「君主制の是非」云々というよりは「昭和天皇の戦争責任追及」など実質的に「昭和天皇糾弾闘争」の側面が強かった。昭和末期になって、ようやく「天皇という制度に反対する闘争」という側面を前面に出し、皇位継承となっても反皇室闘争が継続できるよう理論構築が迫られることになった。

### 昭和末期と平成初期
1988年9月に昭和天皇が重病になったことで、反皇室闘争は一つの転機を迎えることになった。
当時の新左翼は、昭和天皇の命日を一種のハルマゲドン・終末として捉え、「天皇が死んだら白色テロの嵐が吹き荒れ、左翼は皆殺しにされ、ファシズム政権が樹立される」というデマが当時の左翼の間で横溢し、異様なカルト的悲壮感が漂っていた。当時の闘争の渦中にあり、現在はファシストに転向した外山恒一は、「今思えば、天皇が死んでなんで右翼が暴れなきゃならないのか」「一から十まで脈絡が意味不明」「まるでオカルト」と当時を振り返っている。
新左翼各派は彼らの主要闘争である三里塚闘争と結び付けて「天皇制打倒」を呼号し、この時期に数多くのテロ事件を起こし続けた。
また特定の党派に属さないノンセクト・ラジカルの中にも、この時期に反天皇制運動連絡会や反天皇制全国個人共闘・秋の嵐など、反皇室闘争と主要テーマとして掲げる組織が登場している。

### 平成以降
反皇室闘争は縮小の一途を辿っている。これは象徴天皇制が国民の間に定着したことが主要な理由であるが、新左翼運動全体の退潮により活動家の高齢化が進行し、過激な闘争を展開できる人物が激減しているのも原因の一つである。現在では新左翼諸党派が街頭で小規模かつ少人数のデモを行う程度である。例えば、2008年1月に長野県で開催された第63回国民体育大会冬季大会の開会式に皇太子夫妻が出席するのに反対すべく、地元の反皇室団体がマスコミやタウン情報誌を通じて集会を呼びかけたが、集まったのは10人にも満たなかったという。